# Anarta macrostigma
Anarta macrostigma är en fjärilsart som beskrevs av Lafontaine och Mikkola 1987. Anarta macrostigma ingår i släktet Anarta och familjen nattflyn. Inga underarter finns listade i Catalogue of Life.